# Regius chosrov
Regius chosrov är en stekelart som beskrevs av Narolsky 1990. Regius chosrov ingår i släktet Regius och familjen brokparasitsteklar. Inga underarter finns listade i Catalogue of Life.